# Анджей Сташук
А̀нджей Ста̀шук (на полски: Andrzej Stasiuk) е полски писател, поет, драматург, есеист, публицист и издател, лауреат на Наградата на Фондация „Кошчелски“ (1995), Литературната награда „Нике“ (2005) и Литературна награда на Гдиня.

## Биография
Анджей Сташук е роден на 25 септември 1960 г. във Варшава. Изключен е последователно от следните училища: професионална гимназия, техникум, основно професионално училище. В началото на 80-те години е ангажиран в дейността на „Движение Свобода и мир“. Дезертира от войската, за което прекарва година и половина в затвора. През 1986 г. напуска Варшава и заживява в Чарне, а няколко години по-късно във Воловец край планините Ниске Бескиди.
Автор е на фейлетони, публикувани в „Tygodnik Powszechny“, „Gazeta Wyborcza“, „Tytuł“, „OZON“ и др.
Негови книги са преведени на беларуски, английски, фински, френски, холандски, немски, руски, норвежки, украински, унгарски, италиански, чешки, румънски и български език.
Заедно със съпругата си ръководи Издателство Чарне, което се специализира в издаването на централноевропейската литература.
Появява се във филма Gnoje (1995) на Йежи Залевски, който е адаптация на Белия гарван.

## Филмография
- Gnoje (1995)
- Człowiek zwany „Świnia“ (1999)
- Zawód – podróżnik na południe. Andrzej Stasiuk (2009)

## Награди
- Награда на Фондация „Култура“ (1994)
- Награда на Фондация „Кошчелски“ (1995)
- Награда Беата Павлак (2004) за „По пътя за Бабадаг“
- Литературна награда „Нике“ (2005) за „По пътя за Бабадаг“
- Награда „Адалберт Щифтер“ (2005)
- Сребърен медал „За културни заслуги Gloria Artis“ (2005)
- Литературна награда на Гдиня (2010) за „Таксим“
- Награда на министъра на културата и световното наследство за 2001 г. в сферата на литературата
- Литературна награда на Варшава (2015) в категория проза за книгата „Изток“
- Австрийска държавна награда за европейска литература (2016)[1]